# Margrit Verena Zinggeler
Margrit Verena Zinggeler-Straub (* 24. Juni 1949 in St. Gallen, Schweiz) ist eine Schweizer Hochschullehrerin und Autorin.

## Leben
Sie wuchs in der Gemeinde Egnach im Kanton Thurgau, auf. Nach der Eidgenössischen Maturität studierte sie Anglistik und Geschichte an der Universität Zürich, bevor sie in die USA auswanderte und den B.A. und M.A. an der University of Minnesota in Minneapolis abschloss. Sie promovierte 1993 an der University of Minnesota, USA, mit einer Dissertation über das Werk der Schweizer Schriftstellerin Gertrud Leutenegger. Danach lehrte sie an der Hamline University und am Concordia College in Saint Paul.
Von 1999 bis 2018 war sie Professorin für Deutsch am Department of World Languages an der Eastern Michigan University, Ypsilanti MI. Im Jahr 2010 erhielt sie von der Swiss National Science Foundation das International Short Visit Fellowship um am Schweizerischen Forum für Migrations- und Bevölkerungsstudien an der Universität Neuenburg zu forschen. Mit einem Faculty Research Fellowship von Eastern Michigan University weilte sie 2016 drei Monate in der Schweiz für das Buchprojekt Swiss Maid: The Untold Story of Womens's Contributions to Switzerland's Success. Sie ist Mitglied im Wissenschaftlichen Rat der Brüder Grimm-Gesellschaft.
Sie emeritierte im Dezember 2018 von der Eastern Michigan University und widmet sich seither der Forschung und dem Schreiben.

## Schriften
- Swiss Maid: The Untold Story of Women’s Contributions to Switzerland’s Success. New York: Peter Lang International Publisher, 2017. ISBN 978-1-4331-3010-6.
- Phonogrimm: German Phonetics through the Magic of the Brothers’ Grimm Fairy Tales. E-Book Kindle Select, Feb. 28, 2014: ISBN 978-0-615-98031-7 and Print Amazon Direct Publishing, ISBN 978-1-4961-9772-6.
- Globale Heimat CH: Grenzüberschreitende Texte in der zeitgenössischen Literatur. Co-edited with Charlotte Schallié. Zurich: edition8, 2012. ISBN 978-3-85990-172-8.
- How Second Generation Immigrants Writers have transformed Swiss and German Language Literature. A Study of Sensorial Narratives by Authors Writing from the Swiss ‚Secondo-Space.” Leviston, NY: Edwin Mellen, International Scholarly Publisher of Advanced Research, 2011. ISBN 978-0-7734-1571-3.
- From Multiculturalism to Hybridity. New Approaches to Teaching Modern Switzerland. Co-edited with Karin Baumgartner. New Castle Upon Tyne: Cambridge Scholar Publisher. 2010. ISBN 978-1-4438-2488-0.
- Grimmatik. German Grammar through the Magic of the Brothers’ Grimm Fairy Tales. (= LINCOM Studies in Germanic Linguistics, Vol. 26). Munich: Lincom Europa, 2007. ISBN 978-3-89586-720-0.
- Literary Freedom and Social Constraints in the Works of Swiss Writer Gertrud Leutenegger. Amsterdamer Publications for Language and Literature. Amsterdam, Atlanta: Rodopi, 1995. ISBN 90-5183-763-1.